# Aziza Siddiqui
Aziza Siddiqui est une militante afghane, coordinatrice pour les droits des femmes, de l'ONG, Action Aid. Elle mène des recherches sur la situation des femmes en milieu rural en Afghanistan, les informe de leurs droits et organise des formations sur la prise de décision, malgré le fait qu'elle soit menacée pour son action. 
Née en Afghanistan, Aziza Siddiqui est partie au Pakistan,  à l'âge de huit ans, en raison de la guerre, mais elle retourne en Afghanistan en 2003, pour agir pour les droits des femmes.
Elle reçoit, en 2007, le 1er prix international de la femme de courage, et obtient l'asile politique aux États-Unis.